# Tušice
Tušice este o comună slovacă, aflată în districtul Michalovce din regiunea Košice. Localitatea se află la altitudinea de 108 m deasupra n.m., se întinde pe o suprafață de 6,23 km2 și în 2017 număra 680 de locuitori.

## Istoric
Localitatea Tušice este atestată documentar din 1221.

## Demografie
| An:                | 1994 | 2004   | 2014   | 2024   |
| ------------------ | ---- | ------ | ------ | ------ |
| Număr de persoane: | 688  | 696    | 689    | 667    |
| Diferență:         |      | +1,16% | −1,00% | −3,19% |

| An:                | 2023 | 2024   |
| ------------------ | ---- | ------ |
| Număr de persoane: | 666  | 667    |
| Diferență:         |      | +0,15% |